# Festival de Sanremo 2019
La 69e édition du Festival de Sanremo se tient au Théâtre Ariston de la ville de Sanremo du 5 au 9 février 2019. Il est présenté par Claudio Baglioni. Le gagnant du Festival possède, selon le règlement, le droit de préemption pour représenter l'Italie au Concours Eurovision de la chanson 2019. Le Festival est remporté par le chanteur Mahmood et sa chanson Soldi.

## Format
En juillet 2018, il est annoncé que le Festival arborerait un nouveau format pour son édition 2019. En effet, les sections Nuove Proposte et Campioni sont désormais abandonnées. De fait, l'émission Sanremo Giovani joue désormais le rôle de la section Nuove Proposte alors que la section Campioni devient l'unique compétition du Festival principal.
Le Festival se déroule en cinq jours et vingt-quatre artistes y participent. Aucune élimination n'a lieu jusqu'au dernier soir, où le vainqueur est désigné.

## Participants
Vingt-quatre artistes participent au Festival. Ils sont annoncés les 20 et 21 décembre 2018 lors de l'émission Sanremo Giovani 2018. Vingt-deux artistes sont sélectionnés par le groupe RAI et les deux derniers sont les gagnants de Sanremo Giovani 2018.
| Artiste                     | Chanson                       | Auteur(s)                                                                          |
| --------------------------- | ----------------------------- | ---------------------------------------------------------------------------------- |
| Achille Lauro               | Rolls Royce                   | Achille Lauro, D. Petrella, D. Dezi, D. Mungai et Boss Doms                        |
| Anna Tatangelo              | Le nostre anime di notte      | L. Vizzini                                                                         |
| Arisa                       | Mi sento bene                 | M. Buzzanca, L. Vizzini, R. Pippa et A. Flora                                      |
| Boomdabash                  | Per un milione                | F. Abbate, R. Pagliarulo, A. Rapetti Mogol, A. Cisternino, F. Clemente et A. Merli |
| Daniele Silvestri           | Argento vivo                  | D. Silvestri                                                                       |
| Einar                       | Parole nuove                  | A. Maiello, E. Palmosi et N. Marotta                                               |
| Enrico Nigiotti             | Nonno Hollywood               | E. Nigiotti                                                                        |
| Ex-Otago                    | Solo una canzone              | M. Carucci, S. Bertuccini, O. Martellacci, F. Bacci et R. Bouchabla                |
| Federica Carta et Shade     | Senza farlo apposta           | Shade, J. Ettore, Jaro                                                             |
| Francesco Renga             | Aspetto che torni             | Bungaro, F. Renga, C. Chiodo, Rakele et G. Runco                                   |
| Ghemon                      | Rose viola                    | Ghemon et Zef                                                                      |
| Il Volo                     | Musica che resta              | G. Nannini, E. Munda, P. Romitelli, P. Mammaro et A. Carozza                       |
| Irama                       | La ragazza col cuore di latta | Irama, G. Colonnelli, A. Debernardi et G. Nenna                                    |
| Loredana Bertè              | Cosa ti aspetti da me         | G. Curreri, G. Pulli et P. Romitelli                                               |
| Motta                       | Dov'è l'Italia                | F. Motta                                                                           |
| Mahmood                     | Soldi                         | Mahmood, Dardust et Charlie Charles                                                |
| Negrita                     | I ragazzi stanno bene         | P. Bruni, C. Petricich, E. Salvi, F. Barbacci, L. Cilembrini et G. Gagliano        |
| Nek                         | Mi farò trovare pronto        | F. Neviani, P. Antonacci et L. Chiaravalli                                         |
| Nino D'Angelo et Livio Cori | Un'altra luce                 | L. Cori, N. D'Angelo, F. Fogliano, M. Dagani et G. Fracchiolla                     |
| Paola Turci                 | L'ultimo ostacolo             | P. Turci, L. Chiaravalli, S. Marletta et E. Roberts                                |
| Patty Pravo et Briga        | Un po' come la vita           | M. Rettani, D. Calvetti, Zibba, Briga et L. Leonori                                |
| Simone Cristicchi           | Abbi cura di me               | S. Cristicchi, N. Brunialti et G. Ortenzi                                          |
| Ultimo                      | I tuoi particolari            | N. Moriconi                                                                        |
| Zen Circus                  | L'amore è una dittatura       | A. Appino, G. P. Cuccuru et M. Schiavelli                                          |

## Soirées

### Première soirée
Lors de cette première soirée, les vingt-quatre chansons sont interprétées. Un vote a également lieu. Il est composé pour 40 % du télévote italien, pour 30 % du vote d'un jury démoscopique et pour 30 % du vote de la salle de presse.
| Ordre | Artiste                     | Chanson                       | Vote            | Vote                     | Vote                   | Vote    | Place |
| Ordre | Artiste                     | Chanson                       | Télévote (40 %) | Jury démoscopique (30 %) | Salle de presse (30 %) | Moyenne | Place |
| ----- | --------------------------- | ----------------------------- | --------------- | ------------------------ | ---------------------- | ------- | ----- |
| 1     | Francesco Renga             | Aspetto che torni             | 3,74 %          | 8e                       | 20e                    | 3,47 %  | 11    |
| 2     | Nino D'Angelo et Livio Cori | Un'altra luce                 | 2,51 %          | 20e                      | 21e                    | 1,94 %  | 22    |
| 3     | Nek                         | Mi farò trovare pronto        | 4,04 %          | 5e                       | 16e                    | 4,11 %  | 10    |
| 4     | Zen Circus                  | L'amore è una dittatura       | 2,28 %          | 17e                      | 11e                    | 2,98 %  | 16    |
| 5     | Il Volo                     | Musica che resta              | 17,21 %         | 1er                      | 13e                    | 10,72 % | 2     |
| 6     | Loredana Bertè              | Cosa ti aspetti da me         | 3,92 %          | 3e                       | 5e                     | 5,85 %  | 4     |
| 7     | Daniele Silvestri           | Argento vivo                  | 2,90 %          | 6e                       | 3e                     | 5,30 %  | 5     |
| 8     | Federica Carta et Shade     | Senza farlo apposta           | 5,27 %          | 12e                      | 24e                    | 3,45 %  | 12    |
| 9     | Ultimo                      | I tuoi particolari            | 17,99 %         | 2e                       | 6e                     | 11,53 % | 1     |
| 10    | Paola Turci                 | L'ultimo ostacolo             | 2,57 %          | 11e                      | 14e                    | 3,15 %  | 14    |
| 11    | Motta                       | Dov'è l'Italia?               | 1,57 %          | 22e                      | 9e                     | 2,63 %  | 19    |
| 12    | Boomdabash                  | Per un milione                | 4,80 %          | 10e                      | 12e                    | 4,55 %  | 9     |
| 13    | Patty Pravo et Briga        | Un po' come la vita           | 3,31 %          | 16e                      | 19e                    | 2,69 %  | 18    |
| 14    | Simone Cristicchi           | Abbi cura di me               | 4,06 %          | 4e                       | 2e                     | 6,43 %  | 3     |
| 15    | Achille Lauro               | Rolls Royce                   | 2,74 %          | 24e                      | 7e                     | 3,14 %  | 15    |
| 16    | Arisa                       | Mi sento bene                 | 2,07 %          | 9e                       | 4e                     | 4,69 %  | 7     |
| 17    | Negrita                     | I ragazzi stanno bene         | 2,09 %          | 14e                      | 15e                    | 2,58 %  | 20    |
| 18    | Ghemon                      | Rose viola                    | 1,81 %          | 23e                      | 18e                    | 1,75 %  | 23    |
| 19    | Einar                       | Parole nuove                  | 2,49 %          | 18e                      | 23e                    | 1,96 %  | 21    |
| 20    | Ex-Otago                    | Solo una canzone              | 3,95 %          | 21e                      | 16e                    | 2,82 %  | 17    |
| 21    | Anna Tatangelo              | Le nostre anime di notte      | 1,20 %          | 15e                      | 22e                    | 1,57 %  | 24    |
| 22    | Irama                       | La ragazza col cuore di latta | 4,52 %          | 7e                       | 9e                     | 4,91 %  | 6     |
| 23    | Enrico Nigiotti             | Nonno Hollywood               | 1,22 %          | 13e                      | 8e                     | 3,22 %  | 13    |
| 24    | Mahmood                     | Soldi                         | 1,74 %          | 19e                      | 1er                    | 4,55 %  | 8     |

### Deuxième soirée
Lors de cette deuxième soirée, douze des vingt-quatre artistes interprètent de nouveau leur chanson. Le système de vote est exactement identique à celui utilisé lors de la première soirée.
| Ordre | Artiste                 | Chanson                | Vote            | Vote                     | Vote                   | Vote    | Place |
| Ordre | Artiste                 | Chanson                | Télévote (40 %) | Jury démoscopique (30 %) | Salle de presse (30 %) | Moyenne | Place |
| ----- | ----------------------- | ---------------------- | --------------- | ------------------------ | ---------------------- | ------- | ----- |
| 1     | Achille Lauro           | Rolls Royce            | 7,13 %          | 12e                      | 4e                     | 7,55 %  | 5     |
| 2     | Einar                   | Parole nuove           | 6,57 %          | 8e                       | 11e                    | 4,96 %  | 10    |
| 3     | Il Volo                 | Musica che resta       | 38,32 %         | 1er                      | 8e                     | 21,51 % | 1     |
| 4     | Arisa                   | Mi sento bene          | 5,83 %          | 5e                       | 1re                    | 12,78 % | 2     |
| 5     | Nek                     | Mi farò trovare pronto | 5,88 %          | 4e                       | 9e                     | 6,56 %  | 6     |
| 6     | Daniele Silvestri       | Argento vivo           | 5,40 %          | 3e                       | 2e                     | 10,95 % | 4     |
| 7     | Ex-Otago                | Solo una canzone       | 5,78 %          | 10e                      | 6e                     | 5,00 %  | 9     |
| 8     | Ghemon                  | Rose viola             | 3,42 %          | 11e                      | 5e                     | 3,92 %  | 11    |
| 9     | Loredana Bertè          | Cosa ti aspetti da me  | 8,12 %          | 2e                       | 3e                     | 12,35 % | 3     |
| 10    | Paola Turci             | L'ultimo ostacolo      | 3,21 %          | 6e                       | 7e                     | 5,04 %  | 8     |
| 11    | Negrita                 | I ragazzi stanno bene  | 3,06 %          | 9e                       | 10e                    | 3,79 %  | 12    |
| 12    | Federica Carta et Shade | Senza farlo apposta    | 7,29 %          | 7e                       | 12e                    | 5,58 %  | 7     |

### Troisième soirée
Lors de cette deuxième soirée, les douze autres artistes interprètent de nouveau leur chanson. Le système de vote est exactement identique à celui utilisé lors de la première soirée.
| Ordre | Artiste                     | Chanson                       | Vote            | Vote                     | Vote                   | Vote    | Place |
| Ordre | Artiste                     | Chanson                       | Télévote (40 %) | Jury démoscopique (30 %) | Salle de presse (30 %) | Moyenne | Place |
| ----- | --------------------------- | ----------------------------- | --------------- | ------------------------ | ---------------------- | ------- | ----- |
| 1     | Mahmood                     | Soldi                         | 4,32 %          | 8e                       | 2e                     | 8,94 %  | 4     |
| 2     | Enrico Nigiotti             | Nonno Hollywood               | 8,02 %          | 5e                       | 6e                     | 8,65 %  | 5     |
| 3     | Anna Tatangelo              | Le nostre anime di notte      | 2,85 %          | 7e                       | 9e                     | 4,15 %  | 10    |
| 4     | Ultimo                      | I tuoi particolari            | 27,92 %         | 2e                       | 3e                     | 19,90 % | 1     |
| 5     | Francesco Renga             | Aspetto che torni             | 6,83 %          | 4e                       | 8e                     | 7,29 %  | 7     |
| 6     | Irama                       | La ragazza col cuore di latta | 14,62 %         | 3e                       | 4e                     | 12,32 % | 3     |
| 7     | Patty Pravo et Briga        | Un po' come la vita           | 3,77 %          | 10e                      | 11e                    | 3,58 %  | 11    |
| 8     | Simone Cristicchi           | Abbi cura di me               | 9,69 %          | 1er                      | 1er                    | 13,99 % | 2     |
| 9     | Boomdabash                  | Per un milione                | 11,42 %         | 6e                       | 10e                    | 8,29 %  | 6     |
| 10    | Motta                       | Dov'è l'Italia?               | 2,64 %          | 12e                      | 5e                     | 4,66 %  | 9     |
| 11    | Zen Circus                  | L'amore è una dittatura       | 3,73 %          | 9e                       | 7e                     | 5,11 %  | 8     |
| 12    | Nino D'Angelo et Livio Cori | Un'altra luce                 | 4,20 %          | 11e                      | 12e                    | 3,13 %  | 12    |

### Quatrième soirée
Lors de cette soirée, les vingt-quatre chanteurs interprètent leur chanson, mais cette fois en duo avec un invité. Le vote est composé pour 50 % du télévote italien, pour 30 % du vote de la salle de presse et pour 20 % du vote d'un jury d'experts. Le vote de la 4e soirée est cumulé aux votes des soirées précédentes pour donner une moyenne cumulée.
| Ordre | Artiste                     | Invité                                          | Chanson                       | Vote            | Vote               | Vote                   | Vote                 | Moyenne cumulée | Place |
| Ordre | Artiste                     | Invité                                          | Chanson                       | Télévote (50 %) | Jury expert (20 %) | Salle de presse (30 %) | Moyenne de la soirée | Moyenne cumulée | Place |
| ----- | --------------------------- | ----------------------------------------------- | ----------------------------- | --------------- | ------------------ | ---------------------- | -------------------- | --------------- | ----- |
| 1     | Federica Carta et Shade     | Cristina D'Avena                                | Senza farlo apposta           | 4,27 %          | 21e                | 20e                    | 2,40 %               | 2,76 %          | 16    |
| 2     | Motta                       | Nada                                            | Dov'è l'Italia?               | 1,46 %          | 3e                 | 13e                    | 3,89 %               | 3,18 %          | 11    |
| 3     | Irama                       | Noemi et Caterina Guzzanti                      | La ragazza col cuore di latta | 8,38 %          | 13e                | 11e                    | 5,61 %               | 5,57 %          | 7     |
| 4     | Patty Pravo et Briga        | Giovanni Caccamo                                | Un po' come la vita           | 2,09 %          | 15e                | 23e                    | 1,42 %               | 1,83 %          | 21    |
| 5     | Negrita                     | Enrico Ruggeri et Roy Paci                      | I ragazzi stanno bene         | 1,87 %          | 11e                | 19e                    | 1,86 %               | 2,05 %          | 20    |
| 6     | Il Volo                     | Alessandro Quarta                               | Musica che resta              | 22,35 %         | 21e                | 9e                     | 12,47 %              | 11,61 %         | 1     |
| 7     | Arisa                       | Tony Hadley et Kataklò                          | Mi sento bene                 | 2,49 %          | 8e                 | 2e                     | 5,41 %               | 5,48 %          | 8     |
| 8     | Mahmood                     | Gué Pequeno                                     | Soldi                         | 2,27 %          | 1er                | 4e                     | 8,30 %               | 6,41 %          | 5     |
| 9     | Ghemon                      | Diodato et Calibro 35                           | Rose viola                    | 1,94 %          | 5e                 | 8e                     | 3,82 %               | 2,84 %          | 14    |
| 10    | Francesco Renga             | Bungaro, Eleonora Abbagnato et Friedemann Vogel | Aspetto che torni             | 2,92 %          | 18e                | 18e                    | 2,10 %               | 2,83 %          | 15    |
| 11    | Ultimo                      | Fabrizio Moro                                   | I tuoi particolari            | 14,44 %         | 6e                 | 7e                     | 10,29 %              | 10,52 %         | 2     |
| 12    | Nek                         | Neri Marcorè                                    | Mi farò trovare pronto        | 2,26 %          | 15e                | 20e                    | 1,60 %               | 2,65 %          | 18    |
| 13    | Boomdabash                  | Rocco Hunt et les Musiciens Chanteurs de Milan  | Per un milione                | 4,60 %          | 9e                 | 16e                    | 3,76 %               | 4,05 %          | 9     |
| 14    | Zen Circus                  | Brunori Sas                                     | L'amore è una dittatura       | 2,23 %          | 10e                | 14e                    | 2,61 %               | 2,69 %          | 17    |
| 15    | Paola Turci                 | Giuseppe Fiorello                               | L'ultimo ostacolo             | 1,50 %          | 12e                | 17e                    | 1,87 %               | 2,35 %          | 19    |
| 16    | Anna Tatangelo              | Syria                                           | Le nostre anime di notte      | 1,05 %          | 18e                | 15e                    | 1,29 %               | 1,56 %          | 23    |
| 17    | Ex-Otago                    | Jack Savoretti                                  | Solo una canzone              | 2,01 %          | 6e                 | 12e                    | 3,05 %               | 2,85 %          | 13    |
| 18    | Enrico Nigiotti             | Paolo Jannacci et Massimo Ottoni                | Nonno Hollywood               | 2,44 %          | 18e                | 10e                    | 2,49 %               | 3,13 %          | 12    |
| 19    | Loredana Bertè              | Irene Grandi                                    | Cosa ti aspetti da me         | 4,31 %          | 4e                 | 1re                    | 7,08 %               | 6,55 %          | 4     |
| 20    | Daniele Silvestri           | Manuel Agnelli                                  | Argento vivo                  | 1,77 %          | 2e                 | 3e                     | 6,35 %               | 5,87 %          | 6     |
| 21    | Einar                       | Biondo et Sergio Sylvestre                      | Parole nuove                  | 2,05 %          | 21e                | 23e                    | 1,19 %               | 1,71 %          | 22    |
| 22    | Simone Cristicchi           | Ermal Meta                                      | Abbi cura di me               | 6,94 %          | 13e                | 5e                     | 6,55 %               | 6,63 %          | 3     |
| 23    | Nino D'Angelo et Livio Cori | Sottotono                                       | Un'altra luce                 | 1,96 %          | 21e                | 22e                    | 1,18 %               | 1,47 %          | 24    |
| 24    | Achille Lauro               | Morgan                                          | Rolls Royce                   | 2,41 %          | 15e                | 6e                     | 3,41 %               | 3,43 %          | 10    |

### Cinquième soirée
Cette soirée constitue la finale du Festival. Elle se divise en deux. D'abord, les vingt-quatre artistes interprètent leur chanson puis un premier vote a lieu. Les trois meilleurs classés de ce premier vote sont ensuite soumis au vote une seconde fois. Le vainqueur du second tour de vote est déclaré vainqueur du Festival. Les deux votes sont menés de manière identique à la quatrième soirée. Le vote de la 5e soirée est cumulé aux votes des soirées précédentes pour donner une moyenne cumulée.
| Ordre | Artiste                     | Chanson                       | Vote            | Vote               | Vote                   | Vote                    | Moyenne cumulée | Place |
| Ordre | Artiste                     | Chanson                       | Télévote (50 %) | Jury expert (20 %) | Salle de presse (30 %) | Moyenne du premier tour | Moyenne cumulée | Place |
| ----- | --------------------------- | ----------------------------- | --------------- | ------------------ | ---------------------- | ----------------------- | --------------- | ----- |
| 1     | Daniele Silvestri           | Argento vivo                  | 3,19 %          | 2e                 | 3e                     | 5,87 %                  | 5,87 %          | 6     |
| 2     | Anna Tatangelo              | Le nostre anime di notte      | 1,24 %          | 18e                | 18e                    | 1,08 %                  | 1,32 %          | 22    |
| 3     | Ghemon                      | Rose viola                    | 1,42 %          | 5e                 | 9e                     | 3,16 %                  | 3,00 %          | 12    |
| 4     | Negrita                     | I ragazzi stanno bene         | 1,12 %          | 10e                | 18e                    | 1,55 %                  | 1,80 %          | 20    |
| 5     | Ultimo                      | I tuoi particolari            | 19,25 %         | 6e                 | 6e                     | 12,92 %                 | 11,72 %         | 1     |
| 6     | Nek                         | Mi farò trovare pronto        | 1,98 %          | 17e                | 20e                    | 1,49 %                  | 2,07 %          | 19    |
| 7     | Loredana Bertè              | Cosa ti aspetti da me         | 9,49 %          | 6e                 | 1re                    | 10,35 %                 | 8,45 %          | 4     |
| 8     | Francesco Renga             | Aspetto che torni             | 2,19 %          | 18e                | 17e                    | 1,65 %                  | 2,24 %          | 15    |
| 9     | Mahmood                     | Soldi                         | 3,49 %          | 1er                | 2e                     | 13,30 %                 | 9,85 %          | 3     |
| 10    | Ex-Otago                    | Solo una canzone              | 1,54 %          | 8e                 | 11e                    | 2,58 %                  | 2,72 %          | 13    |
| 11    | Il Volo                     | Musica che resta              | 17,65 %         | 21e                | 13e                    | 9,48 %                  | 10,54 %         | 2     |
| 12    | Paola Turci                 | L'ultimo ostacolo             | 1,72 %          | 9e                 | 16e                    | 2,11 %                  | 2,23 %          | 16    |
| 13    | Zen Circus                  | L'amore è una dittatura       | 1,24 %          | 12e                | 12e                    | 1,75 %                  | 2,22 %          | 17    |
| 14    | Patty Pravo et Briga        | Un po' come la vita           | 1,11 %          | 18e                | 21e                    | 0,85 %                  | 1,34 %          | 21    |
| 15    | Arisa                       | Mi sento bene                 | 2,51 %          | 3e                 | 4e                     | 4,95 %                  | 5,22 %          | 8     |
| 16    | Irama                       | La ragazza col cuore di latta | 8,36 %          | 12e                | 10e                    | 5,60 %                  | 5,59 %          | 7     |
| 17    | Achille Lauro               | Rolls Royce                   | 3,45 %          | 12e                | 7e                     | 4,09 %                  | 3,76 %          | 9     |
| 18    | Nino D'Angelo et Livio Cori | Un'altra luce                 | 1,18 %          | 21e                | 23e                    | 0,72 %                  | 1,09 %          | 24    |
| 19    | Federica Carta et Shade     | Senza farlo apposta           | 2,65 %          | 21e                | 21e                    | 1,52 %                  | 2,14 %          | 18    |
| 20    | Simone Cristicchi           | Abbi cura di me               | 6,70 %          | 12e                | 4e                     | 6,01 %                  | 6,32 %          | 5     |
| 21    | Enrico Nigiotti             | Nonno Hollywood               | 3,70 %          | 12e                | 8e                     | 3,53 %                  | 3,33 %          | 10    |
| 22    | Boomdabash                  | Per un milione                | 2,94 %          | 11e                | 15e                    | 2,55 %                  | 3,30 %          | 11    |
| 23    | Einar                       | Parole nuove                  | 1,10 %          | 21e                | 23e                    | 0,68 %                  | 1,19 %          | 23    |
| 24    | Motta                       | Dov'è l'Italia?               | 0,79 %          | 4e                 | 14e                    | 2,23 %                  | 2,71 %          | 14    |

| Ordre | Artiste | Chanson            | Vote            | Vote               | Vote                   | Vote                   | Moyenne cumulée | Place |
| Ordre | Artiste | Chanson            | Télévote (50 %) | Jury expert (20 %) | Salle de presse (30 %) | Moyenne du second tour | Moyenne cumulée | Place |
| ----- | ------- | ------------------ | --------------- | ------------------ | ---------------------- | ---------------------- | --------------- | ----- |
| 1     | Ultimo  | I tuoi particolari | 48,8 %          | 2e                 | 2e                     | 34,62 %                | 35,56 %         | 2     |
| 2     | Il Volo | Musica che resta   | 30,26 %         | 2e                 | 3e                     | 18,22 %                | 25,53 %         | 3     |
| 3     | Mahmood | Soldi              | 20,95 %         | 1er                | 1er                    | 47,15 %                | 38,92 %         | 1     |

Finalement, Mahmood remporte le Festival avec sa chanson Soldi.

## Audiences
| Soirée | Date           | 1re partie      | 1re partie | 2de partie      | 2de partie | Moyenne         | Moyenne | Références |
| Soirée | Date           | Télespectateurs | PDM        | Télespectateurs | PDM        | Télespectateurs | PDM     | Références |
| ------ | -------------- | --------------- | ---------- | --------------- | ---------- | --------------- | ------- | ---------- |
| I      | 5 février 2019 | 12 282 000      | 49,40 %    | 5 120 000       | 50,11 %    | 10 086 000      | 49,50 % | .          |
| II     | 6 février 2019 | 10 959 000      | 46,35 %    | 5 260 000       | 51,98 %    | 9 144 000       | 47,30 % | .          |
| III    | 7 février 2019 | 10 851 000      | 46,37 %    | 5 126 000       | 49,10 %    | 9 409 000       | 46,70 % | .          |
| IV     | 8 février 2019 | 11 170 000      | 45,49 %    | 6 215 000       | 48,55 %    | 9 552 000       | 46,10 % | .          |
| Finale | 9 février 2019 | 12 129 000      | 53,10 %    | 8 394 000       | 65,20 %    | 10 622 000      | 56,50 % | .          |

## À l'Eurovision

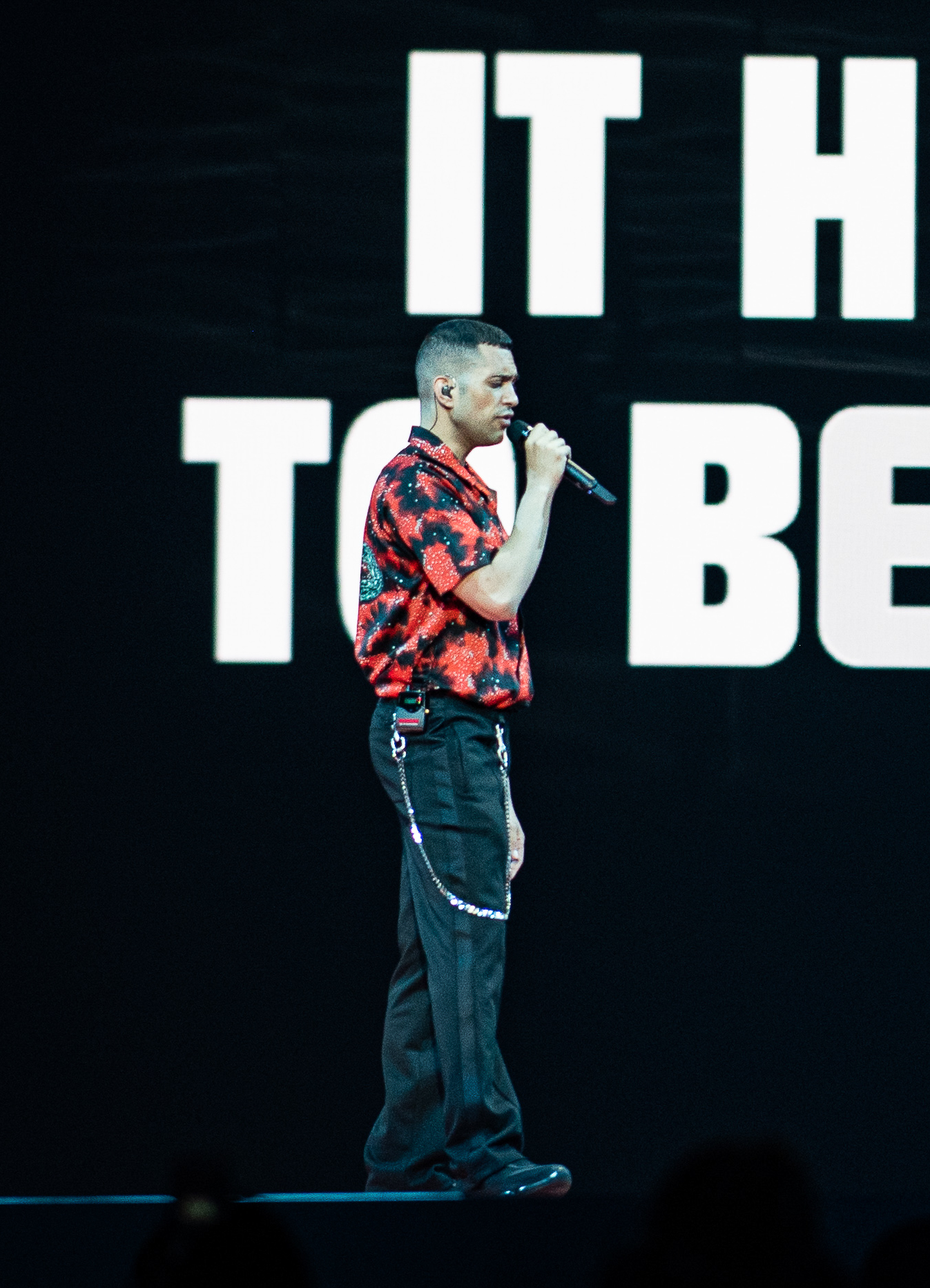
Mahmood sur scène lors de l'Eurovision 2019.

Lors de la conférence de presse suivant sa victoire, Mahmood a annoncé qu'il représenterait l'Italie au Concours Eurovision de la chanson 2019 avec sa chanson Soldi. L'Italie faisant partie du Big Five, il est automatiquement qualifié pour la finale du 18 mai 2019. Il y termine en deuxième position avec 472 points.